# Fissistigma xylopetalum
Fissistigma xylopetalum Tsiang & P.T.Li – gatunek rośliny z rodziny flaszowcowatych (Annonaceae Juss.). Występuje naturalnie w Wietnamie oraz południowych Chinach (w prowincjach Hajnan i Junnan oraz w regionie autonomicznym Kuangsi). 

## Morfologia
PokrójZimozielone i zdrewniałe liany dorastające do 8 m wysokości. Gałęzie są owłosione.
LiścieMają kształt od owalnie podłużnego do owalnie eliptycznego. Mierzą 7,5–17 cm długości oraz 3,5–6,5 cm szerokości. Są owłosione od spodu. Nasada liścia jest od zaokrąglonej do klinowej. Blaszka liściowa jest o wierzchołku od tępego do ostrego. Ogonek liściowy jest owłosiony i dorasta do 10 mm długości.
KwiatyZebrane po 3–7 w kłębiki, rozwijają się w kątach pędów lub naprzeciwlegle do liści. Działki kielicha mają trójkątny kształt, są owłosione od wewnętrznej strony i dorastają do 9 mm długości. Płatki są skórzaste i mają żółtą lub szaropurpurową barwę, zewnętrzne mają owalnie lancetowaty kształt, są owłosione od wewnątrz i osiągają do 20 mm długości, natomiast wewnętrzne sa mniejsze, także owłosione od wewnętrznej strony. Kwiaty mają owłosione słupki o podłużnym kształcie i długości 4 mm. Podsadki mają lancetowaty kształt.
OwoceZebrane w owoc zbiorowy o kulistym kształcie. Są osadzone na szypułkach. Osiągają 15–20 mm średnicy.

## Biologia i ekologia
Rośnie na otwartych przestrzeniach w lasach oraz na brzegach rzek. Występuje na wysokości do 500 m n.p.m. Kwitnie od października do grudnia, natomiast owoce pojawiają się od maja do lipca.